# Quốc kỳ Guatemala
Quốc kỳ Guatemala (tiếng Tây Ban Nha: Bandera de Guatemala) với ba vạch đứng lam - trắng - lam đều nhau.